# هيرب غودال
هيرب غودال (بالإنجليزية: Herb Goodall)‏ هو لاعب كرة قاعدة أمريكي، ولد في 10 مارس 1870 في مانسفيلد في الولايات المتحدة، وتوفي بنفس المكان في 20 يناير 1938.

## وصلات خارجية
- هيرب غودال على موقعبيزبول رفرنس.كوم (الدوري الرئيسي) (الإنجليزية)
- هيرب غودال على موقعبيزبول رفرنس.كوم (الدوري الثانوي) (الإنجليزية)